# Judith Chemla
Judith Chemla   (Gentilly, 5 de juliol de 1983) és una actriu francesa de cinema i teatre.

## Biografia
Judith Chemla va néixer i va créixer a la comuna francesa de Gentilly. El seu pare és un violinista d'ascendència jueva-tunisiana i la seva mare és una advocada originària de Borgonya. Tots dos es van divorciar quan Chemla era jove. A l'edat de 7 anys, Chemla va començar a aprendre a tocar el violí. A l'edat de 14 anys, va deixar de tocar el violí i va començar a mostrar més interès per l'actuació. Mentre estudiava l'escola secundària va començar a prendre classes de teatre amb Emmanuel Demarcy-Motta. Després, va assistir a classes d'actuació amb Bruno Wacrenier al conservatori del 5è Districte de París, i també va assistir a classes amb Cécile Grandin al conservatori de Bourg-la-Reine–Sceaux. Posteriorment, Chemla va assistir al Conservatori Nacional Superior d'Art Dramàtic on va conèixer a Muriel Mayette, qui la va convidar a unir-se al Comédie-Française. Quan va acceptar la invitació de Muriel Mayette, Chemla va ser membre actiu de la Comédie-Française entre desembre de 2007 i juliol de 2009. El 2013, Chemla va guanyar el premi Lumière a l'actriu més prometedora i va ser nominada al César a la millor actriu pel seu paper secundari de Josepha a la pel·lícula Camille torna. El 2017, va ser nominada al César a la millor actriu pel seu paper protagonista de Jeanne du Perthuis des Vauds a la pel·lícula "Une vie". Chemla té un fill d'una relació que va mantenir amb l'actor James Thierrée, guanyador del César al millor actor secundari per la seva interpretació a Chocolat.

## Filmografia
* Font: Pàgina de l'actriu a IMDb. 
| Any  | Títol original                     | Títol en català             | Paper                        | Notes                                                                                                  |
| ---- | ---------------------------------- | --------------------------- | ---------------------------- | --- |
| 2007 | Hellphone                          | -                           | Margot                       | |
| 2007 | Faut que ça danse!                 | -                           | L'estudiant                  | |
| 2008 | Versailles                         | -                           | Nina                         | |
| 2008 | Le petit chaperon rouge            | -                           | Delphine                     | Curtmetratge                                                                                           |
| 2008 | Musée haut, musée bas              | -                           | Rosine Bagnole               | |
| 2009 | La fenêtre                         | -                           | -                            | Curtmetratge                                                                                           |
| 2009 | Suite noire                        | -                           | Mathilde                     | Sèrie de televisió, 1 episodi.                                                                         |
| 2009 | Work In Progress                   | -                           | -                            | |
| 2010 | La princesse de Montpensier        | -                           | Catherine de Guise           | |
| 2010 | Sur la tête de Bertha Boxcar       | -                           | -                            | Curtmetratge                                                                                           |
| 2010 | De vrais mensonges                 | Una dolça mentida           | Paulette                     | |
| 2010 | Je suis un no man's land           | -                           | Chloé                        | |
| 2011 | Les pseudonymes                    | -                           | Isabelle                     | Curtmetratge                                                                                           |
| 2012 | Fuir                               | -                           | Marie Dénilier               | Curtmetratge                                                                                           |
| 2012 | Camille redouble                   | -                           | Josepha                      | Premi Lumière 2013 a la millor actriu revelació. Nominada al César a la millor actriu secundària 2013. |
| 2012 | Engrenages                         | -                           | Sophie Mazerat               | Sèrie de televisió, 12 episodis.                                                                       |
| 2012 | Miroir mon amour                   | -                           | Blancaneu                    | Telefilm                                                                                               |
| 2013 | 15 jours ailleurs                  | -                           | Hélène                       | Telefilm. Premi a la millor actriu jove del Luchon International Film Festival.                        |
| 2013 | Le Boeuf clandestin                | -                           | Roberte                      | Telefilm.                                                                                              |
| 2014 | Tout est permis                    | -                           | Claire                       | Telefilm.                                                                                              |
| 2014 | L'homme qu'on aimait trop          | -                           | Françoise                    | |
| 2014 | Atlit                              | -                           | Asia                         | |
| 2015 | Ce sentiment de l'été              | Aquella sensació d'estiu    | Zoé                          | |
| 2016 | L'âge de raison                    | -                           | Sophie                       | Curtmetratge                                                                                           |
| 2016 | Maman                              | -                           | Elsa                         | Curtmetratge                                                                                           |
| 2016 | Une vie                            | Una vida                    | Jeanne Le Perthuis des Vauds | Nominada al César a la millor actriu 2017 Nominada a millor actriu dels Premis Lumières 2017.          |
| 2016 | Guillaume à la dérive              | -                           | Hélène                       | Curtmetratge.                                                                                          |
| 2017 | Le sens de la fête                 | C'est la vie                | Héléna, la núvia             | |
| 2017 | Drôle de père                      | -                           | Camille                      | |
| 2017 | Hédi & Sarah                       | -                           | Sarah                        | Curtmetratge.                                                                                          |
| 2018 | Un Entretien                       | -                           | Marion                       | Sèrie de televisió. 1 episodi.                                                                         |
| 2018 | Lune de miel                       | -                           | Anna Jakubowitz              | |
| 2018 | Maya                               | Maya                        | Naomi                        | |
| 2019 | Vif-argent                         | -                           | Agathe                       | |
| 2019 | De longs discours dans vos cheveux | -                           | Adèle                        | Curtmetratge                                                                                           |
| 2019 | À coeur battant                    | Cor bategant                | Julie                        | |
| 2020 | Les cobayes                        | -                           | Charlotte                    | |
| 2020 | Possessions                        | Possessions                 | Johanna                      | Sèrie de televisió, 6 episodis.                                                                        |
| 2020 | Red Star                           | -                           | L'assessora                  | Curtmetratge                                                                                           |
| 2021 | Mes frères et moi                  | -                           | Sarah                        | |
| 2021 | Les enfants de Bohème              | -                           | Giulia                       | Curtmetratge. Nominada a millor actriu del Côté Court Festival.                                        |
| 2021 | Les choses humaines                | Les Choses humaines         | L'advocada                   | |
| 2022 | Simone, le voyage du siècle        | Simone, le voyage du siècle | Madeleine Jacob              | |
| 2022 | Les goûts et les couleurs          | -                           | Darédjane                    | |
| 2022 | Le sixième enfant                  | Le sixième enfant           | Meriem Meyer                 | Nominada al César a la millor actriu secundària 2023.                                                  |
| 2022 | La grande magie                    | -                           | Marta Moufflet               | |
| 2024 | D'argent et de sang                | Sang i diners               | Annabelle Attias-Frydman     | Sèrie de televisió, 12 episodis.                                                                       |
| 2024 | La Peste                           | -                           | Lucie Ferrières              | Sèrie de televisió, 4 episodis.                                                                        |
| 2024 | Niki                               | -                           | Eva Aeppli                   | |
| 2024 | Une part manquante                 | -                           | Jessica                      | |